# 程袁師
程袁师（?—?），宋州（治今河南省商丘市）人，唐朝初期人物。
程袁师的母亲病了一百天，药物他没有尝过就喂给母亲。他替代弟弟守洛州。母亲去世，听到讣告，一天走二百里，因为负土筑坟，痛苦消瘦，人们都认不出来。改葬曾祖父一下的先人，经过二十年才完成。常有白狼、黄蛇围绕在墓左，每每哭泣，群鸟鸣翔。永徽年间，刺史向朝中报告，唐高宗诏令官吏让他入朝。既至长安，不愿出仕，授儒林郎之位阶后，回到故乡。

## 延伸阅读
[在维基数据编辑]
 《新唐書·卷195》，出自《新唐書》